# Stand and Sing of Zambia, Proud and Free
Stand and Sing of Zambia, Proud and Free, eller "Lumbanyeni Zambia", är Zambias nationalsång. Den antogs 1964 i samband med Zambias formella självständighet i den tidigare brittiska koloninen Nordrhodesia. Melodin är tagen från hymnen Nkosi Sikelel' iAfrika (Gud välsigna Africa), vilken komponerades av sydafrikanen Enoch Sontonga år 1897; texten komponerades vid, eller kring, den zambiska självständighetsförklaringen för att specifikt spegla Zambia, i kontrast till Sontongas text som hänvisar till Afrika i sin helhet. Nkosi Sikelel' iAfria utgör också första versen av Sydafrikas nationalsång.

## Texten
|                                             | Bemba | Engelska |
| Första versen                               | Lumbanyeni Zambia, no kwanga, Ne cilumba twange tuumfwane, Mpalume sha bulwi twa cine, Twaliilubula. Twikatane bonse.                   | Stand and sing of Zambia, proud and free, Land of work and joy in unity, Victors in the struggle for the right, We have won freedom's fight. All one, strong and free.                             |
| Andra versen                                | Bonse tuli bana ba Africa, Uwasenaminwa na Lesa, Nomba bonse twendele pamo, Twaliilubula. Twikatane bonse.                              | Africa is our own motherland, Fashion'd with and blessed by God's good hand, Let us all her people join as one, Brothers under the sun. All one, strong and free.                                  |
| Tredje versen                               | Fwe lukuta lwa Zambia lonse, Twikatane tubyo mutende, Pamo nga lubambe mu mulu, Lumbanyeni Zambia. Twikatane bonse.                     | One land and one nation is our cry, Dignity and peace 'neath Zambia's sky, Like our noble eagle in its flight, Zambia, praise to thee. All one, strong and free.                                   |
| Refräng (Sjungs endast efter tredje versen) | Lumbanyeni, Lesa, Lesa, wesu, Apale calo, Zambia, Zambia, Zambia. Fwe bantungwa Mu luunga lwa calo. Lumbanyeni Zambia. Twikatane bonse. | Praise be to God, Praise be, praise be, praise be, Bless our great nation, Zambia, Zambia, Zambia. Free men we stand Under the flag of our land. Zambia, praise to thee! All one, strong and free. |